# Sombra perfecta (novela)
Sombra perfecta (título original: Perfect Shadow) es una novela corta de fantasía del escritor estadounidense Brent Weeks. Se publicó en 2011 en Estados Unidos, en formato electrónico y con una edición limitada impresa para coleccionistas ya agotada, de las editoriales Orbit y Subterranean Press, respectivamente. Se trata de una precuela de su trilogía El Ángel de la Noche.
La edición española apareció en noviembre de 2012, exclusivamente en formato digital.

## Sinopsis
La historia se desarrolla siglos antes de la trilogía El Ángel de la Noche, en el mismo mundo alternativo de corte medieval llamado Midcyru. Narra los acontecimientos que llevaron a Durzo Blint, uno de los protagonistas de la trilogía, a adoptar dicha identidad. La novela corta trata las intrigas que auparon a los bajos fondos de la ciudad de Cenaria a convertirse en su poder fáctico, entremezcladas con el entrenamiento como ejecutor de Durzo Blint.